# Llista de les banderes de Suècia
Aquesta és una llista que conté les diferents banderes que s'utilitzen o s'han utilitzat a Suècia.

## Bandera nacional
| Bandera           | Data          | Ús               | Descripció |
| ----------------- | ------------- | ---------------- | --- |
| Bandera de Suècia | 1906–avui dia | Bandera nacional | Camp blau sobre el que s'hi inscriu una creu nòrdica en groc. Proporcions 5:8 i proporcions internes 4:2:4 vertical i 5:2:9 horitzontal. |

## Personals

### Família reial
| Bandera                   | Data          | Ús                                                       | Descripció                                            |
| ------------------------- | ------------- | -------------------------------------------------------- | ----------------------------------------------------- |
| Estendard reial de Suècia | 1905–avui dia | Estendard reial                                          | Estendard reial amb l'escut d'armes nacional complet. |
| Estendard reial de Suècia | 1905–avui dia | Estendard utilitzat pels altres membres de la Casa Reial | Estendard reial amb l'escut nacional menor.           |
| Estendard reial de Suècia | 1905–avui dia | Estendard utilitzat pel Regent ad interim                | Mateixa bandera que l'ensenya militar de Suècia.      |

### Històriques
| Bandera                               | Data      | Ús              | Descripció                                                                                          |
| ------------------------------------- | --------- | --------------- | --------------------------------------------------------------------------------------------------- |
| Estendard reial de Suècia (1844–1905) | 1844–1905 | Estendard reial | Estendard reial amb l'escut d'armes complet i la bandera de la Unió de Noruega i Suècia al quarter. |
| Estendard reial de Suècia (1815-1844) | 1815-1844 | Estendard reial | Estendard amb l'escut d'armes complet amb la bandera de la Unió.                                    |

## Divisió Administrativa
Les banderes que utilitzen tant els comtats com les comarques estan oficialitzades per l'Arxiu nacional (Riksarkivet) i la utilització de la seva imatge estan protegides per les lleis SFS 2019:167 i 1970:498.

### Comtats
Des del 1634 Suècia es divideix en 21 comtats (en suec: län), sent la divisió administrativa de primer nivell. Els comtats poden utilitzar l'escut del comtat respectiu en forma de bandera i no hi ha una forma generalment establerta per a les banderes de comtat, però normalment es recomana que les banderes tinguin una forma quadrada o lleugerament oblonga (més llarga que ampla). Els escuts del comtat es basen en la majoria dels casos en els escuts regionals, però en tres casos s'inclouen els escuts de ciutats. L'ordre dels comtats segueix l'ordre de l'alfabet suec.
| Bandera                              | Data | Ús                        | Descripció |
| ------------------------------------ | ---- | ------------------------- | --- |
| Bandera del Comtat de Blekinge       |      | Comtat de Blekinge        | La bandera és idèntica a l'escut del comtat. |
| Bandera del Comtat de Dalarna        |      | Comtat de Dalarna         | La bandera és idèntica a l'escut del comtat. |
| Bandera del Comtat de Gotland        |      | Comtat de Gotland         | La bandera és idèntica a l'escut del comtat. |
| Bandera del Comtat de Gävleborg      |      | Comtat de Gävleborg       | La bandera és idèntica a l'escut del comtat. |
| Bandera del Comtat de Halland        |      | Comtat de Halland         | La bandera és idèntica a l'escut del comtat. |
| Bandera del Comtat de Jämtland       | 1935 | Comtat de Jämtland        | La bandera es basa en l'escut de Jämtland i Härjedalen. Es va establir el 1935. |
| Bandera del Comtat de Jönköping      | 1942 | Comtat de Jönköping       | La part principal de la bandera és l'escut de Jönköping i les tres corones representen el poder estatal de la junta del comtat que es va establir el 1942. Anteriorment, s'havia utilitzat una variant on es col·locaven les tres corones com a l'escut de Suècia. Hi ha tres comtats a Småland, i el lleó de l'escut regional d'Småland ja s'havia utilitzat en els escuts dels altres dos comtats, motiu pel qual tampoc es va implementar una proposta per incorporar-lo aquí. |
| Bandera del Comtat de Kalmar         | 1944 | Comtat de Kalmar          | La bandera es basa en els escuts de Småland i Öland. Es va establir el 1944. |
| Bandera del Comtat de Kronoberg      | 1944 | Comtat de Kronoberg       | La bandera es basa en l'escut regional d'Småland. Es va establir el 1944. |
| Bandera del Comtat de Norrbotten     | 1995 | Comtat de Norrbotten      | La bandera del comtat de Norrbotten és una fusió dels escuts provincials de Västerbotten i Lapònia. Val la pena assenyalar que la província de Norrbotten s'ha considerat històricament com a part de la província de Västerbotten i només l'any 1995 Norrbotten va obtenir el seu propi escut regional, però això no ha afectat el disseny de l'escut del comtat. |
| Bandera del Comtat d'Escània         |      | Comtat d'Escània          | La bandera és idèntica a l'escut del comtat. |
| Bandera del Comtat d'Estocolm        | 1968 | Comtat d'Estocolm         | La bandera es divideix en tres parts. Al camp esquerre hi ha el cap coronat d'Èric el Sant, que és l'escut del municipi d'Estocolm. Al camp central hi ha un cap de griu extret de l'escut regional de Södermanland. Al camp dret hi ha el món de l'escut regional d'Uppland. La bandera actual es va crear el 1968 quan la major part del comtat d'Estocolm es va fusionar amb la ciutat d'Estocolm.                                                                             |
| Bandera del Comtat de Södermanland   |      | Comtat de Södermanland    | La bandera és idèntica a l'escut del comtat. |
| Bandera del Comtat d'Uppsala         |      | Comtat d'Uppsala          | La bandera és idèntica a l'escut del comtat. |
| Bandera del Comtat de Värmland       | 1949 | Comtat de Värmland        | La bandera és idèntica a l'escut del comtat. |
| Bandera del Comtat de Västerbotten   |      | Comtat de Västerbotten    | La bandera és una fusió dels escuts regionals de Västerbotten, Lapònia i Ångermanland. Es va establir el 1949. |
| Bandera del Comtat de Västernorrland | 1941 | Comtat de Västernorrland  | La bandera es basa en els escuts regionals d'Ångermanland i Medelpad. Es va establir el 1941. |
| Bandera del Comtat de Västmanland    |      | Comtat de Västmanland     | La bandera és idèntica a l'escut del comtat. |
| Bandera del Comtat de                |      | Comtat de Västra Götaland | El comtat es va formar el 1997 amb la fusió de Göteborg i Bohuslän, el comtat de Skaraborg i el comtat d'Älvsborg. La bandera està formada per les armes de Bohuslän, Dalsland, Västergötland i Göteborg, que es van incloure en les armes dels tres comtats originals d'Älvsborg, el comtat d'Skaraborg i el comtat de Göteborg i Bohu. |
| Bandera del Comtat d'Örebro          | 1944 | Comtat d'Örebro           | La bandera és una combinació dels escuts regionals de Närke, Värmland i Västmanland. Es va establir el 1944. |
| Bandera del Comtat d'Östergötland    |      | Comtat d'Östergötland     | La bandera és idèntica a l'escut del comtat. |

### Províncies històriques
Les províncies històriques o landskap no tenen importància política, però són denominacions molt emprades culturalment i històrica. Disposen de bandera oficial. L'ordre de les províncies segueix l'ordre de l'alfabet suec.
| Bandera                     | Data       | Ús            | Descripció |
| --------------------------- | ---------- | ------------- | --- |
| Bandera de Blekinge         | 1884, 1944 | Blekinge      | Camp blau marí amb un roure amb tres corones enfilades al tronc, tot d'or. L'escut es va adoptar el 1884 i renovà el 1944 |
| Bandera de Bohuslän         | 1884       | Bohuslän      | Camp blanc amb una fortalesa vermella coronada per una torre emmerletada i dues portes d'or amb frontisses i panys de negre, acompanyada a la dreta per una espasa blava i a l'esquerra per un lleó blau armat i lampassat d'or. L'escut va ser establert en la seva forma actual el 1884.   |
| Bandera de Dalarna          | 1884       | Dalarna       | Camp blau amb dues fletxes d'or cap amunt i creuades amb puntes d'argent i entre aquestes una corona oberta d'or. L'escut va ser establert en la seva forma actual el 1884. |
| Bandera de Dalsland         | 1884, 1942 | Dalsland      | Camp blanc amb un brau vermell caminant armat d'or. L'escut va ser establert el 1884 i renovat el 1942. |
| Bandera de Gotland          | 1884       | Gotland       | Camp blau amb un mufló d'argent amb banyam i peülles d'or, que porta un pal d'or amb estendard vermell i bordura i cinc cues d'or. L'escut va ser establert en la seva forma actual el 1884.                                                                                                 |
| Bandera de Gästrikland      |            | Gästrikland   | Camp blanc amb un escampat de rodelles blaves, un ant vermell amb banyam i peülles d'or. |
| Bandera de Halland          |            | Halland       | Camp blau amb un lleó rampant d'argent armat i lampassat de vermell. L'escut fou creat el 1660. |
| Bandera de Hälsingland      | 1938       | Hälsingland   | Camp negre amb un boc d'or amb banyam i peülles de vermell. Per a l'adopció de l'escut el 1938, el boc es va convertir en un animal poderós en una posició heràldicament correcta. |
| Bandera de Härjedalen       |            | Härjedalen    | Camp blanc amb, vist des de dalt, un enclusa negra amb la banya cap avall i acompanyat a l'esquerra d'unes alicates en negre i a la dreta de dos martells de ferro forjat negres amb mànecs vermells.                                                                                        |
| Bandera de                  | 1884, 1935 | Jämtland      | Camp blau amb un ant passant d'argent amb un falcó volador sobre la gropa i al davant un gos mirant a l'esquerra, dret, tots dos d'or. L'escut va ser establert el 1884 i renovat el 1935.                                                                                                   |
| Bandera de la Lapònia sueca | 1949       | Lapònia sueca | Camp blanc amb un home salvatge vermell dempeus amb una corona de fulles de bedoll verd al cap i al voltant de la cintura, sostenint a la mà dreta un garrot d'or recolzat a l'espatlla. L'escut va ser establert en la seva forma actual el 1949.                                           |
| Bandera de Medelpad         |            | Medelpad      | Camp blau dividit horitzontalment en tres franges ondades de blanc, vermell i blanc. |
| Bandera de Norrbotten       |            | Norrbotten    | Camp blau amb quatre franges ondades en diagonal que parteixen de la cantonada superior esquerra. L'escut fa referència als rius Torne, Kalix, Lule i Pite, que desemboquen a la badia de Bòtnia.                                                                                            |
| Bandera de Närke            |            | Närke         | Camp vermell dues fletxes creuades d'or amb punta d'argent, a cada angle una rosa d'argent. |
| Bandera d'Escània           | 1939       | Escània       | Camp d'or amb un cap de griu vermell de bec i corona blaus. Escut creat el 1660 i renovat el 1939 |
| Bandera d'Småland           |            | Småland       | Camp daurat amb un lleó rampant vermell armat i lampassat de blau sostenint amb les potes davanteres una ballesta negra cap amunt. L'escut va ser establert en la seva forma actual el 1569.                                                                                                 |
| Bandera de Sodermanland     |            | Sodermanland  | Campd'or amb un griu rampant negre armat, becat i lampassat de vermell. |
| Bandera d'Uppland           |            | Uppland       | Camp vermell amb un món reial d'or. L'escut va ser establert en la seva forma actual el 1560. |
| Bandera de Värmland         |            | Värmland      | Camp blanc amb una àliga blava armada, becada i lampassada de vermell. |
| Bandera de Västerbotten     | 1939       | Västerbotten  | Camp blau amb una cortina d'estels d'or de sis puntes, un ren passant de plata amb peülles i banyam vermell. L'escut va ser establert en la seva forma actual el 1939 en que s'eliminà l'especificació del nombre fix d'estels.                                                              |
| Bandera de Västergötland    | 1885, 1942 | Västergötland | Camp tallat en diagonal sent negre la meitat esquerra i groga la dreta, al centre un lleó de colors oposats i armat i lampassat de vermell. L'acompanyen des estels d'argent de sis puntes sobre el camp negre. El 1885 es va establir l'escut en la seva forma actual, renovant-se el 1942. |
| Bandera de Västmanland      | 1943       | Västmanland   | Camp blanc amb tres monts blaus dels quals surten tres flames vermelles. El 1943 es va establir l'escut en la seva forma actual. |
| Bandera d'Ångermanland      | 1885, 1991 | Ångermanland  | Camp blau amb tres salmons d'argent disposats un sobre l'altre, el del mig mirant cap a l'esquerra, tots amb aletes i cua vermelles. L'escut es va establir el 1885 i el 1991 es modificà el color de les aletes.                                                                            |
| Bandera d'Öland             | 1944       | Öland         | Camp blau amb un cérvol d'or amb collar, peülles i banyam vermell. El 1944 es va establir l'escut en la seva forma actual. |
| Bandera d'Östergötland      | 1972       | Östergötland  | Camp vermell amb un griu rampant daurat armat i lampassat de blau, a cada cantonada l'acompanya d'una rosa d'argent. El 1972 es va establir l'escut en la seva forma actual. |

## No oficials
| Bandera                | Data      | Ús                | Descripció |
| ---------------------- | --------- | ----------------- | --- |
| Bandera de Bergslagen  | 2006      | Bergslagen        | Creu nòrdica groga amb cadascun dels quarters de colors blau, verd, carabassa i negre. Bergslagen és una àrea geogràfica que no està clarament definida, però es situa al centre-sud de Suècia. La bandera va ser dissenyada el 2006 per Björn Thärnström.                         |
| Bandera de Bohuslän    |           | Bohuslän          | Creu nòrdica vermella amb els dos quarters superior blau cel i els dos inferiors blau marí. |
| Bandera d'Escània      |           | Escània           | Camp vermell amb una creu nòrdica groga. Proporcions 14:17. El disseny és de Sten Broman. S'utilitza no només al comtat d'Escània sinó a les anomenades Terres d'Escània (Blekinge, Bornholm, Halland i Escània), l'administració regional recomana als municipis que l'utilitzin. |
| Bandera de Hälsingland | 1992      | Hälsingland       | Camp blau amb una creu nòrdica groga fimbriada de vermell. La bandera va ser dissenyada el 1992 per Bisse Thofelt. |
| Bandera de Norrland    |           | Norrland          | Camp blanc amb una creu nòrdica groga fimbriada de blau. |
| Bandera de Roslagen    | 2020      | Roslagen          | Camp blau marí amb una creu nòrdica groga fimbrejada de blanc. La bandera va ser dissenyada el 2020 per Erik Rudolfsson. |
| Bandera d'Småland      |           | Småland           | Camp verd amb una creu nòrdica vermella fimbrajada de blanc. |
| Bandera de             | 1992      | Suècia occidental | Camp groc amb una creu nòrdica blanca fimbrajada de blau. La bandera va ser dissenyada el 1992 per Per Andersson. |
| Bandera d'Öland        | anys 1970 | Öland             | Camp verd amb una creu nòrdica groga. La bandera va ser dissenyada a la dècada del 1970 per Michel Djanaieff i Johan von Reis. |
| Bandera de             |           | Österlen          | Camp vermell amb una creu nòrdica groga fimbrejada de verd. El disseny és una barreja de les banderes d'Escània i la de l'illa danesa de Bornholm. |
| Bandera d'Östergötland |           | Östergötland      | Camp groc amb una creu nòrdica blava. És la inversa de la bandera nacional sueca. |

## Micronacions
| Bandera                             | Data | Ús                    | Descripció                                                                                 |
| ----------------------------------- | ---- | --------------------- | ------------------------------------------------------------------------------------------ |
| Bandera de la República de Jamtland | 1983 | República de Jamtland | Tres franges horitzontals de blau, blanc i verd amb l'escut centrat dins la franja blanca. |

## Minories
| Bandera                        | Data          | Ús                | Descripció |
| ------------------------------ | ------------- | ----------------- | --- |
| Bandera dels finesos de Suècia | 2007          | Finesos de Suècia | Camp blanc amb una creu nòrdica blava fimbriada de groc. La bandera va ser dissenyada el 2007 per Ali Jonasson. |
| Bandera dels sami              | 1986          | Samis             | Quatre franges verticals de mida desigual en l'ordre vermella, verda, groga i blava. Centrat sobre les dues franges centrals s'hi afegeix un cercle blau i vermell. La bandera va ser dissenyada el 1986 per Astrid Båhl. |
| Bandera dels tornedalians      | 2007          | Tornedalians      | Tres franges horitzontals d'igual amplada de colors groc, blanc i blau dissenyada per Herbert Wirlöf. Proporcions de 7:11.                                                                                                |
| Bandera dels finesos del bosc  | 2022-avui dia | Finesos del bosc  | Camp verd amb una creu nòrdica groga fimbriada de vermell que a l'encreuament dels dos braços inclou un rombe negre. Fou dissenyada per Frédéric M. Lindboe i Bettina Gullhagen.                                          |

## Militars
| Bandera                                   | Data          | Ús                        | Descripció |
| ----------------------------------------- | ------------- | ------------------------- | --- |
| Estendard de l'Exèrcit Reial de Dinamarca | 1905-avui dia | Bandera de guerra i naval | La bandera militar és una versió amb tres cues de la bandera nacional. Va ser triada en contraposició a la de Dinamarca amb només dues cues. |

### Personals
| Bandera                          | Data          | Ús                                       | Descripció |
| -------------------------------- | ------------- | ---------------------------------------- | --- |
| Bandera d'Almirall               | 1972-avui dia | Estendard d'almirall                     | Bandera naval amb quatre estels blancs de cinc puntes al quarter. Abans de 1972, la bandera portava tres estels (com l'actual de vicealmirall)           |
| Bandera de Vicealmirall          | 1972-avui dia | Estendard de vicealmirall                | Bandera naval amb tres estels blancs de cinc puntes al quarter. Abans de 1972, la bandera portava dos estels (com l'actual de contraalmirall)            |
| Bandera de Contraalmirall        | 1972-avui dia | Estendard de contraalmirall              | Bandera naval amb dos estels blancs de cinc puntes al quarter. Abans de 1972 la bandera portava una estrella (com l'actual bandera de ca`pità de navili) |
| Bandera de Capità de navili      | 2001-avui dia | Estendard de capità de navili            | Bandera naval amb un estel blanc de cinc puntes al quarter.                                                                                              |
| Banderí de Comodor               |               | Banderí de comodor                       | Camp dividit horitzontalment, sent blava la meitat superior i groga la inferior.                                                                         |
| Banderí de comandant             |               | Banderí de comandant i tinent comandant. | Camp dividit horitzontalment, sent blava la meitat superior i groga la inferior. Acaba en dues cues.                                                     |
| Banderí de] capità               |               | Banderí de capità, tinent i alferes      | Camp dividit verticalment en groc i blau. |
| Banderí de comandant de flota    |               | Banderí de comandant de flota            | Igual que el Banderí de comandant però acabat en una sola cua.                                                                                           |
| Banderí de comandant de flotilla |               | Banderí de comandant de flotilla         | Camp dividit verticalment en tres franges blava, groga i blava.                                                                                          |
| Bandera de comandant de divisió  |               | Banderí de comandant de divisió          | Banderí amb la bandera nacional i acabat en una sola cua.                                                                                                |
| Bandera de comandant sènior      |               | Banderí de comandant sènior a flotació   | Camp dividit horitzontalment en tres franges blava, groga i blava.                                                                                       |

## Organitzacions polítiques
| Bandera                                   | Data | Ús                   | Descripció                                                                 |
| ----------------------------------------- | ---- | -------------------- | -------------------------------------------------------------------------- |
| Bandera del Partit Moderat                |      | Partit Moderat       | Un cercle blau marí amb una "M" majúscula blau cel.                        |
| Bandera dels Democristians                |      | Democristians        | Fons blau amb les inicials "K" i "D" blanques en vertical.                 |
| Bandera del Liberals (Suècia)             |      | Liberals             | Fons blanc amb una "L" en blau.                                            |
| Bandera del Partit de l'Esquerra (Suècia) |      | Partit de l'Esquerra | Fons vermell formant una flor oberta amb la lletra "V" en blanc al centre. |
| Bandera del Partit de Centre (Suècia)     |      | Partit de Centre     | fons blanc amb quatre cors de color verd disposats en creu.                |
| Bandera del Partit Verd (Suècia)          |      | Partit Verd          | fons verd amb una flor groga i tija blanca.                                |

## Associacions vexil·lològiques
| Bandera                                | Data          | Ús                                                   | Descripció |
| -------------------------------------- | ------------- | ---------------------------------------------------- | --- |
| Bandera de la Nordiska Flaggsällskapet | 1973-avui dia | Nordisk Flagselskab (Societat de la Bandera Nòrdica) | Camp groc amb una creu nòrdica vermella en què els braços de la creu es troben per formar un nus semblant al de la bandera de la Federació Internacional d'Associacions Vexil·lològiques. |